# 克雷顿航空
克雷顿航空（土耳其語：Hava Taşımacılık A.Ş）是一家位于安塔利亚的土耳其廉价航空公司，母港是安塔利亚机场。它是克雷顿荷兰航空和马耳他克雷顿欧洲航空的姐妹公司。

## 历史
克雷顿航空成立于2004年，是土耳其-比利时-荷兰旅游公司克雷顿集团的子公司，并于2005年开始运营。

## 目的地
克雷顿航空主营飞往欧洲的航班，以及从多个德国机场飞往安塔利亚和赫尔格达的航班。此外，该公司还提供租赁服务和包机服务。 

## 机队

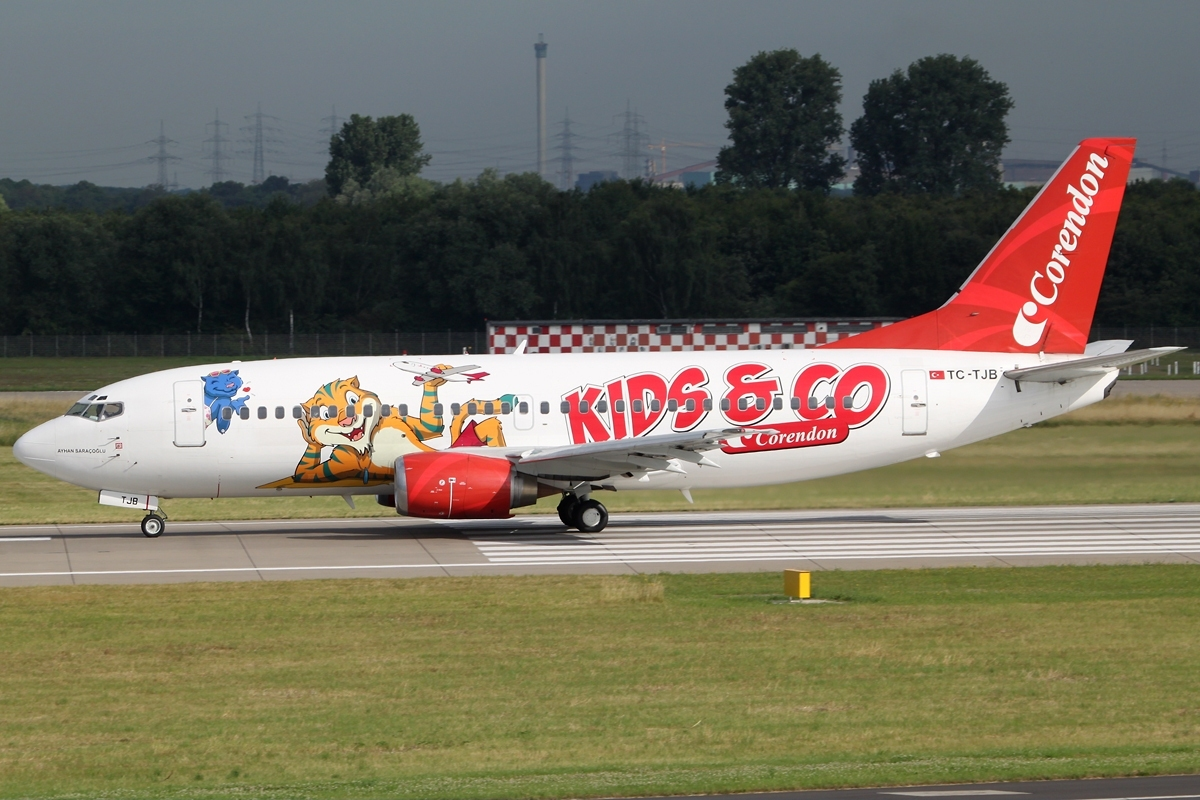
波音737-300特殊涂装。

截至2019年5月，克雷顿航空公司的机队由17架飞机组成，平均机龄14.1年 。
| 飞机型号         | 数量 | 预定 | 备注                                       | 座位数（eco+/eco）        |
| ---------------- | ---- | ---- | ------------------------------------------ | ------------------------- |
| 空中客车A320-200 | 0 4  |      | 2架由Orange2fly运营，2架由南非全球航空运营 | 180（ - / 180）           |
| 波音737-800      | 12   |      |                                            | 176（8/168） 189（-/189） |
| 波音737 MAX 8    | 0 1  |      | 不活跃                                     | 189（ - / 189）           |
| 整体             | 17   | -    |                                            |                           |

## 琐事
- 公司名称来源于德语词剛玉。[5]

## 外部連結
- Webpräsenz der Corendon Airlines （页面存档备份，存于） (u. a. türkisch, englisch, deutsch)